# Боровики
Боровики́ —  село в Україні, у Гончарівській селищній громаді Чернігівського району Чернігівської області. Населення становить 119 осіб. До 2020 орган місцевого самоврядування — Боровиківська сільська рада.

## Назва села
За однією з версій, назва походить від слова «бір» — густий ліс, який існував біля села. За іншою — від білих грибів-боровиків, які у великій кількості росли в навколишніх лісах.
Клімат
Клімат у селі Боровики помірно континентальний. Середньорічна температура повітря становить 6,7 °C, найнижча вона у січні (мінус 7,1 °C), найвища — в липні (18,7 °C).
У середньому за рік у селі випадає 599 мм атмосферних опадів, найменше — у березні та жовтні, найбільше — у червні та липні.
Відносна вологість повітря в середньому за рік становить 79%, найменша вона у травні (69%), найбільша — у грудні (89%).
Найменша хмарність спостерігається в серпні, найбільша — у грудні.
Найбільша швидкість вітру — взимку, найменша — влітку. У січні вона в середньому становить 4,3 м/с, у липні — 3,2 м/с.

## Історія
Топонім Рим, Коледівщина — маркер того, що на Дніпрі оселилися роди любецької сівери. Боровниця, Пуща, Хотовля, Требеж, Стража — типові словенські топоніми. Курганний могильник княжого часу. Землі Печерської Лаври з княжого часу, передані у 12 ст. монахам Миколою Святошею. Назву села пов'язують з грибами-боровиками. Більш імовірно: від людей – боровиків, що живуть у соснових пущах-борах, на відміну від побережних жителів Дніпра. Прізвище Боровик означає житель соснового бору.
1859 року вперше згаданий хутір козацький «Боровиковъ», який налічував 3 двори і 17 душ населення. Землі належали Києво-Печерській Лаврі. На території діяв завод по виробництву дьогтю та деревного вуглю, які йшли на потреби Лаври.
У літературі першою згадкою про Боровики прийнято вважати 1858 рік. Це пов'язано із «Списком населенных мест Черниговской губернии», вміщеного О. Русовим у додатках до другого тому «Опису Чернігівської губернії», де він одну із колонок про кількість дворів датує саме 1858 роком.
Однак очевидно, що відомості взято з багатотомної праці «Списки населенных мест Российской империи», у якій том, присвячений Чернігівській губернії, має підзаголовок: «Списокъ населенныхъ мѣстъ по свѣдѣніямъ 1859 года». Відтак, саме 1859 рік більш коректно вважати найдавнішою письмовою згадкою про село.
За переписом 1897 р. — 19 дворів, 162 жителі. Всі ближні поселення сільської ради знаходяться на великій поляні серед пущі. 1973 р. — 70 дворів і 291 житель.
Урочища – Рим («колгоспні землі під Андріївкою»), Стражникове (кордонна стража 18 ст.), болото Звіринець.

## Населення
Розподіл населення за рідною мовою (2001).
| українська | російська |
| ---------- | --------- |
| 99.16%     | 0.84%     |